# Robert Spears

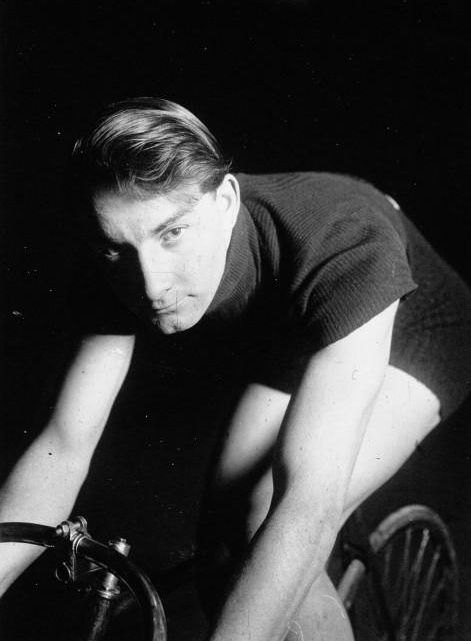
Robert Spears 1913

Robert „Bob“ Spears (* 19. November 1893 in Sydney, Australien; † 5. Juli 1950 in Paris, Frankreich) war ein australischer Radrennfahrer.

## Werdegang
Robert Spears fuhr schon als Junge gerne Rad, und im Alter von 17 Jahren bestritt er sein erstes Radrennen. 1911 wurde er australischer Meister im Sprint. Kurz danach gewann er gemeinsam mit Reggie McNamara das Sechstagerennen in seiner Heimatstadt.
Ab 1912 fuhr Spears vorrangig Rennen in den USA, darunter mehrere Sechstagerennen mit guten Platzierungen. 1918 kam er erstmals nach Europa, wo er vor allem in Paris fuhr. Im Jahr 1920 gewann er die Weltmeisterschaft im Sprint bei den Bahn-Weltmeisterschaften in Antwerpen und war damit der erste Australier, der eine Profi-Radweltmeisterschaft gewinnen konnte. Im selben Jahr sowie 1921 und 1922 gewann er den Sprint-Klassiker Grand Prix de Paris, 1922 und 1925 auch den Grand Prix Kopenhagen. 1921 und 1922 wurde er jeweils hinter Piet Moeskops Zweiter der Weltmeisterschaften. In diesen Jahren galt er als der schnellste Sprinter der Welt. 1926 gewann er den Großen Preis von Berlin.
Spears blieb professioneller Radrennfahrer bis ins Jahr 1931. 1950 reiste er, schon schwerkrank, noch einmal nach Europa, um seine alten europäischen Weggefährten zu treffen. Am 5. Juli 1950 starb er im Amerikanischen Hospital in Paris-Neuilly.

## Ehrungen
1985 wurde Robert Spears in die Sport Australia Hall of Fame aufgenommen und 2019 in die Cycling Australia Hall of Fame.